# Orijent
Orijent je izraz koji dolazi od latinske riječi oriens koja znači istok, a koristi se za opisivanje Istočnog svijeta, odnosno kultura i zemalja azijskog kontinenta. Pod time se može podrazumijevati Bliski Istok ili Daleki Istok, odnosno Azija u cjelini. To je tradicionalni naziv za sve što pripada Istočnom svijetu ili je na Dalekom istoku, u odnosu na Europu. U engleskom jeziku je metonym što znači da se odnosi na različite dijelove Azije. Izraz se također koristi za označavanje istočnog smjera u povijesnoj astronomiji kao pridjev Orijent.
Orijent obuhvaća prostor jugozapadne i Središnje Azije te Sjeverne Afrike, koji pripada islamskome kulturnom krugu. To je područje u kojemu je u 7. stoljeću nastala nova religija islam, odnosno nova kultura koja se širila i ujedinjavala velika prostranstva od Indije na istoku do Pirinejskog poluotoka na zapadu, te od stepskih područja Srednje Azije na sjeveru do afričkog Sahela na jugu. Širenjem islama razvijali su se i gradovi. Orijent je prostor starih civilizacija s dugom tradicijom urbanizacije, pa je islam nastavio baštiniti razvoj starih, ali i podizati nove gradove. Gradovi u ovom prostoru imaju svoje funkcionalne, socijalne i morfološke specifičnosti te čine poseban kulturno-genetski tip grada koji se naziva orijentalni ili islamski grad.